# Cenopalpus scoopsetus
Cenopalpus scoopsetus är en spindeldjursart som beskrevs av Hatzinikolis och Papadoulis 1999. Cenopalpus scoopsetus ingår i släktet Cenopalpus och familjen Tenuipalpidae. Inga underarter finns listade i Catalogue of Life.